# Multiple Document Interface
De Multiple Document Interface MDI wordt gebruikt in grafische applicaties, waarvan er voor alle vensters maar een gemeenschappelijk lint is en de vensters gescheiden van elkaar de overige ruimte op het werkblad vullen. Andere interfaces zijn de Single Document Interface en de Tabbed Document Interface. De verschillen zitten in de manier waarop, wanneer tegelijk verschillende vensters in een toepassing worden gebruikt, de verschillende vensters zichtbaar zijn en kunnen worden aangeroepen.